# Letov Š-31
Il Letov Š-31 era un caccia biplano sviluppato dall'azienda cecoslovacca Vojenská továrna na letadla Letov nei tardi anni venti.
Capostipite di una serie di successive varianti che si differenziavano essenzialmente per la motorizzazione adottata, venne impiegato dalla Češkoslovenske Vojenske Letectvo, l'aeronautica militare cecoslovacca, nel periodo interbellico.

## Storia del progetto
Dopo il successo ottenuto con il precedente Š-20, Alois Šmolík, a capo dell'ufficio tecnico dell'azienda, decise di avviare lo sviluppo di un nuovo modello che ne riproponesse le caratteristiche migliorandone le prestazioni complessive. Il progetto, che come il suo predecessore era relativo ad un caccia monoposto, monomotore in configurazione traente e con velatura biplana venne iniziato nella seconda parte degli anni venti.
Il prototipo, indicato come Š-31, venne realizzato negli stabilimenti aziendali, a Letňany, cittadina ora compresa nel tessuto urbano di Praga, e portato in volo per la prima volta nel corso del 1929 con risultati soddisfacenti.
Le prove in volo convinsero le autorità militari cecoslovacche ad emettere un ordine per la fornitura del nuovo modello che venne avviato alla produzione in serie nei primi anni trenta.
La quantità degli esemplari costruiti tra il 1931 ed il 1933 si attestò, al termine della produzione, sulle 33 unità.

## Tecnica
L'Š-31 era un velivolo che riproponeva l'impostazione, per l'epoca convenzionale, del suo predecessore, il Letov Š-20, monomotore in configurazione traente, monoposto, velatura biplana e carrello fisso.
La fusoliera era caratterizzata dalla struttura in tubi d'acciaio saldati, ricoperta in tela trattata tranne nella zona anteriore ed integrava l'unico abitacolo aperto destinato al pilota protetto da un piccolo parabrezza. Posteriormente terminava in un impennaggio classico caratterizzato dall'elemento verticale di grande dimensioni e dai piani orizzontali irrobustiti da una coppia di aste di controvento "a V", una per lato.
La configurazione alare era biplano-sesquiplana, con l'ala superiore, montata alta a parasole, dall'apertura leggermente più ampia dell'inferiore, quest'ultima montata bassa sulla fusoliera e leggermente spostata verso coda, collegate tra loro da una coppia di montanti, una per lato, integrati da tiranti in cavetto d'acciaio.
Il carrello d'atterraggio era un semplice biciclo anteriore fisso con ruote collegate da un assale rigido integrato posteriormente da un pattino d'appoggio posizionato sotto la coda.
La propulsione era affidata ad un motore Walter Jupiter VI, il Bristol Jupiter prodotto localmente su licenza dalla Walter Engines e che ne riproponeva l'architettura, radiale a 9 cilindri raffreddato ad aria, in grado di esprimere, in quella versione, una potenza pari a 450 hp (335 kW), collocato all'apice anteriore della fusoliera ed abbinato ad un'elica bipala in legno a passo fisso.
L'armamento consisteva in una coppia di mitragliatrici, a seconda delle fonti, delle vz.28 o vz.30 calibro 7,92 mm o delle Vickers calibro 7,7 mm.

## Impiego operativo
L'Š-31 iniziò ad essere consegnato ai reparti da caccia della Češkoslovenske Vojenske Letectvo nel 1929 affiancando gli Avia BH-21 ed i più recenti Avia BH-33 oltre che l'Š-20 da cui derivava, sostituendo progressivamente quest'ultimo nei compiti di prima linea.

## Varianti
Letov Š-131
versione riveduta e modernizzata con capacità acrobatiche equipaggiata con un motore BMW Hornet.

## Utilizzatori
Cecoslovacchia
- Češkoslovenske Vojenske Letectvo